# Eiji Okuda
Eiji Okuda (奥田瑛二, Okuda Eiji, né le 18 mars 1950 à Kasugai, dans la préfecture d'Aichi) est un acteur et réalisateur japonais.

## Biographie
Né à Kasugai, dans la préfecture d'Aichi, Eiji Okuda est nommé pour le titre du meilleur acteur par l'Académie des films japonais en 1990 pour son rôle dans La Mort d'un maître de thé. Il remporte le prix du meilleur acteur au 37e Blue Ribbon Awards pour le film La Tristesse du bâton.
Il fait ses débuts de réalisateur en 2001 et a dirige ainsi que joue le rôle principal de trois films en 2006.
Il fait une apparition dans le soap opera brésilien Morde & Assopra en 2011 en tant que scientifique.

## Filmographie partielle

### Acteur

#### Cinéma
- 1979 : Motto shinayaka ni motto shitataka ni (もっとしなやかに もっとしたたかに?) de Toshiya Fujita
- 1979 : Au revoir la vie facile (もう頬づえはつかない, Mō hōzue wa tsukanai?) de Yōichi Higashi : Hachimoto
- 1986 : La Mer et le Poison (海と毒薬, Umi to dokuyaku?) de Kei Kumai : Suguro
- 1989 : La Mort d'un maître de thé (千利休 本覺坊遺文, Sen no Rikyū: Honkakubō ibun?) de Kei Kumai : Honkakubo
- 1991 : Le Pianiste de Claude Gagnon
- 1992 : La Mousse lumineuse (ひかりごけ, Hikarigoke?) de Kei Kumai : Nishikawa
- 1994 : La Tristesse du bâton (棒の哀しみ, Bō no kanashimi?) de Tatsumi Kumashiro[2]
- 1995 : Le Fleuve profond (深い河, Fukai kawa?) de Kei Kumai : Otsu
- 1997 : Onibi, le démon (鬼火, Onibi?) de Rokurō Mochizuki
- 2001 : Une adolescente (少女, Shōjo?)
- 2004 : Runin: Banished (るにん, Runin?)
- 2005 : Les Hommes du Yamato (男達の大和, Otoko-tachi no Yamato?) de Jun'ya Satō : Kōsaku Aruga
- 2006 : Une Longue Marche (長い散歩, Nagai sanpo?)
- 2009 : Goemon (五右衛門?) de Kazuaki Kiriya
- 2009 : Be Sure To Share (ちゃんと伝える, Chanto tsutaeru?) de Sono Sion
- 2011 : Cœurs sales (Corações Sujos) de Vicente Amorim
- 2018 : Dare to Stop Us (止められるか、俺たちを, Tomerareru ka, oretachi o?) de Kazuya Shiraishi
- 2019 : Uchi no shitsuke ga iu koto niwa (うちの執事が言うことには?) de Shinji Kuma
- 2019 : Diner (ダイナー, Dainā?) de Mika Ninagawa

#### Télévision
- 1976 : Enban sensō bankiddo (円盤戦争バンキッド?)
- 2011 : Morde & Assopra
- 2013 : Yae no sakura (八重の桜?)

### Réalisateur
- 2001 : Une adolescente (少女, Shōjo?)
- 2004 : Runin: Banished (るにん, Runin?)
- 2006 : Une Longue Marche (長い散歩, Nagai sanpo?)
- 2007 : Out of the Wind (風の外側, Kaze no sotogawa?)
- 2013 : Kyoko, Shuichi : Deux Histoires (今日子と修一の場合, Kyōko to Shūichi no baai?)[3]

## Distinctions
- 2006 : Grand Prix des Amériques et prix de la FIPRESCI au festival des films du monde de Montréal pour Une Longue Marche[4]